# Туніка (округ, Міссісіпі)
Шаблон:StateAbbr_ 34°40′ пн. ш. 90°23′ зх. д. / 34.66° пн. ш. 90.38° зх. д.
Округ  Туніка (англ. Tunica County) — округ (графство) у штаті Міссісіпі, США. Ідентифікатор округу 28143.

## Історія
Округ утворений 1836 року.

## Демографія
За даними перепису 
2000 року 
загальне населення округу становило 9227 осіб, зокрема міського населення було 3658, а сільського — 5569.
Серед мешканців округу чоловіків було 4399, а жінок — 4828. В окрузі було 3258 домогосподарств, 2192 родин, які мешкали в 3705 будинках.
Середній розмір родини становив 3,44.
Віковий розподіл населення поданий у таблиці:
| Стать    | До 15 років | 15-21 | 22-29 | 30-39 | 40-49 | 50-65 | 65-85 | Понад 85 |
| -------- | ----------- | ----- | ----- | ----- | ----- | ----- | ----- | -------- |
| Чоловіки | 1212        | 566   | 482   | 545   | 607   | 620   | 334   | 33       |
| Жінки    | 1187        | 551   | 535   | 682   | 689   | 618   | 488   | 78       |

## Суміжні округи
- Кріттенден, Арканзас — північ
- Десото — північний схід
- Тейт — схід
- Пенола — південний схід
- Квітмен — південь
- Коагома — південний захід
- Філліпс, Арканзас — південний захід
- Лі, Арканзас — захід

## Виноски
1. ↑  U.S. Decennial Census. United States Census Bureau. Процитовано 8 листопада 2014.
2. ↑  Historical Census Browser. University of Virginia Library. Архів оригіналу за 11 серпня 2012. Процитовано 8 листопада 2014.
3. ↑  Population of Counties by Decennial Census: 1900 to 1990. United States Census Bureau. Процитовано 8 листопада 2014.
4. ↑  Census 2000 PHC-T-4. Ranking Tables for Counties: 1990 and 2000 (PDF). United States Census Bureau. Процитовано 8 листопада 2014.
5. ↑  State & County QuickFacts. United States Census Bureau. Архів оригіналу за 13 січня 2016. Процитовано 7 вересня 2013. [Архівовано 2016-01-13 у Wayback Machine.](англ.) Наведено за англійською вікіпедією.
6. ↑  American FactFinder. Бюро перепису населення США. Архів оригіналу за 26 лютого 2012. Процитовано 31 січня 2008. [Архівовано 2008-05-21 у Wayback Machine.]

| США | Це незавершена стаття з географії США. Ви можете допомогти проєкту, виправивши або дописавши її. |